# 金應鳳
金應鳳（1572年—1633年），字伯翔，號峄桐，浙江紹興府山陰縣人，明朝政治人物。

## 生平
金應鳳是萬曆二十二年（1594年）甲午科舉人，二十六年（1598年）成戊戌科進士，兵部觀政，獲授深州知州，在當地賑災、清除盜賊巢穴、處理水患、捕捉蝗蟲，人民感激他的功勞而其立生祠。在任六載，以卓異循良，萬曆三十三年（1605年）他升任工部虞衡司員外郎，三十四年丁憂歸。三十七年起補禮部主客司员外郎，四十年升精膳司郎中，丁内艰归。服闋，起補主客司郎中，調儀制司郎中，四十四年升山西参政、昌平兵备，兼代理霸州事，改密雲兵备，四十七年加升山東按察使，照旧管事。泰昌元年（1620年）升山西右布政使、阳和兵备，天啓元年（1621年）七月升广东左布政，八月仍留任山西左布政，二年京察以不及去职。任內都有政績；惹人嫉妒而遭降量調，軍民數萬人為他奔哭者，不久辭官歸鄉，六十二歲時去世。

## 家族
曾祖金鵬，卫经历。父金林。應鳳元配張氏，贈淑人。繼配張氏，封淑人。俱有令德。男弘祚、弘祐、弘禎、弘初、弘禕。孫女金筠（1651年-1683年）（弘禕女），字松友，幼以孝聞，及適文學吳錫祉，眉案偕莊，敬事舅姑，且工詩善畫，各極其勝，越中推閨秀者，必以筠爲女宗，著有《涵湖阁诗集》。